# Matyó Népművészeti Egyesület
A Matyó Népművészeti Egyesület egy 1991-ben Mezőkövesden alapított, 2018-ban 150 tagot számláló civil szervezet. Az egyesület a Szellemi Kulturális Örökség Nemzeti Jegyzékére, az UNESCO Reprezentatív Listájára és a Hungarikumok Gyűjteményébe felvett „Matyó örökség” őrzését, az élő hagyományok továbbfejlesztését tűzte ki céljául.

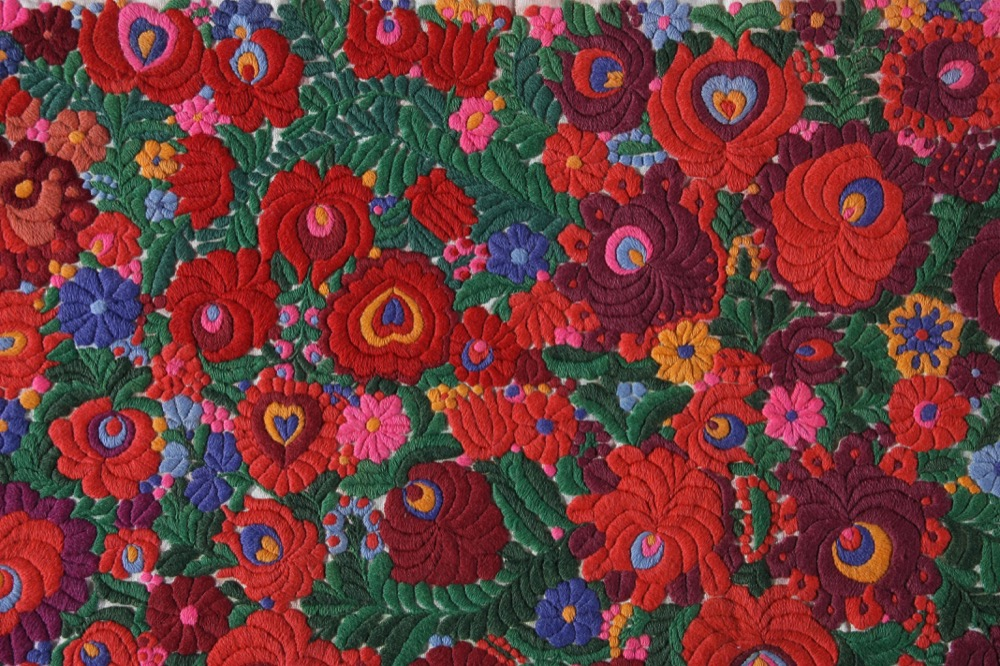
Gyapjúhímzéses falvédő – Kisjankó Bori munkája (Deim Péter felvétele) MM 58.4.46

Észak-Magyarország egyik kisvárosában, a Matyóföld fővárosaként emlegetett Mezőkövesden működik. Berecz Lászlóné kezdeményezésére 1991-ben alapított szervezet a kezdetektől vállalja azt a nemes feladatot, mely Matyóföld népművészeti értékeinek továbbörökítését és fejlesztését jelenti. Teszi ezt olyan autentikus környezetben – Mezőkövesd Hadas városrészében – ahol a nádfedeles tájházak, az itt alkotó kézműves mesterek, a kanyargós utcácskák a múltat idézik és a hagyományok tiszteletére ösztönöznek. Itt található az egyesület székhelye, a Népi Művészetek Háza és a Táncpajta, melyek népművészettel foglalkozó közösségek és kulturális rendezvények otthona.

## Művészeti közösségek
Az egyesület fenntartásában működik a Matyó Néptáncegyüttes, mely 1947-ben alakult. Ez a művészeti csoport az, amely megalakulása óta gyűjti és színpadra alkalmazza Matyóföld gazdag hagyományait, táncait, színpompás népviseletét. Az együttes jelenlegi művészeti vezetői Oláh Eszter és Baranyai Viktor . A repertoárban megtalálhatók a Kárpát-medence jellegzetes folklórkincsét feldolgozó koreográfiák is. Az országos minősítéssel rendelkező amatőr csoport rendszeres résztvevője hazai fesztiváloknak, országos, megyei és városi rendezvényeknek. Látványos műsoraival az együttes méltó módon képviseli a magyar kultúrát Európában és olykor távoli országok nemzetközi fesztiváljain is. 
E nagy múltú művészeti csoport mellett utánpótlásként működik Juhász László és Oláh Eszter vezetésével a Százrózsás Néptáncegyüttes, Kovács László irányításával pedig a senior csoport, a Matyó Népi Együttes.

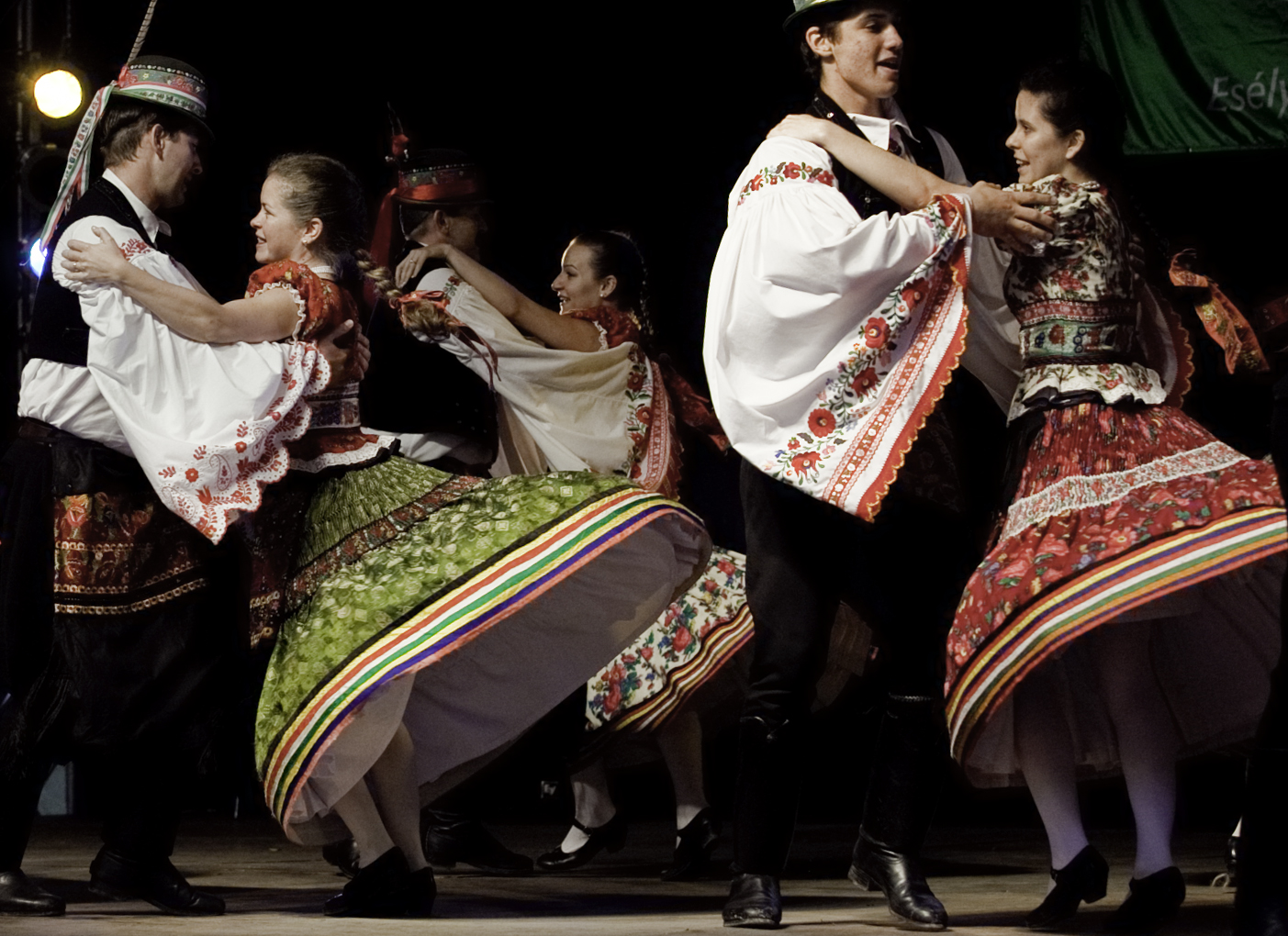
Részlet a Matyó Néptáncegyüttes műsorából

A Matyó Népművészeti Egyesület a néptánc mellett a kezdetektől nagy hangsúlyt fektet a kézműves örökség gondozására.
A Kézműves Kör tagjai a népi díszítőművészet szinte valamennyi ágának művelői, szakmájuk elismert mesterei. Közülük néhányan a Hadas városrészben alkotóházat vagy műhelyt működtetnek. Valamennyien rendszeres résztvevői népművészeti bemutatóknak (például: Mesterségek Ünnepe, Kulturális Örökség Napjai, Pünkösdi Örökség Ünnep), kiállításoknak, táboroknak, játszóházaknak. Kezük nyomán megelevenednek a hagyományos technikák és népi iparművészeti alkotások születnek.
A „matyó” szó hallatán a legtöbb embernek a színpompás hímzés jut eszébe. Az egyesület által működtetett Borsóka Hímzőkör tagjai Zeleiné Pap Bernadett szakmai irányításával Matyóföld és más magyar tájegységek népi hímzéseit ismerik meg és alkotják újra. A szakkör tagjainak alkotásai nagy sikerrel szerepeltek az elmúlt évek országos hímzőpályázatain.

## Rendezvények
Matyóföldre érkező vendégek számos lehetőséget találnak arra, hogy folklór rendezvények során ismerkedjenek meg a helyi hagyományokkal. Fél évszázada annak, hogy a helyi néptáncegyüttes a „Matyó lakodalmast” első alkalommal műsorára tűzte. Ma is gyönyörködhet benne mindenki, aki ellátogat egy-egy ilyen programra a Táncpajtába.
Mezőkövesd egyik legjelentősebb kulturális eseménye a Matyóföldi Folklórfesztivál, mely évente kerül megrendezésre az egyesület szervezésében. Az ideérkező több száz táncos, zenész és kézműves mester külföldi és hazai tájak népművészetét eleveníti meg közel tízezer látogató örömére. Az egyesület három évente hirdeti meg a Százrózsás Hímzéspályázatot, a beérkezett alkotásokból kiállítást rendez Mezőkövesden a helyi hímző kultúra gazdagságát és megújulási lehetőségeit hirdetve. A saját rendezvények mellett a Matyó Népművészeti Egyesület társrendezőként aktívan részt vesz többek között a Matyó Rózsa Ünnepe, a Matyó Húsvét, az Kisjankó Bori Országos Hímzőpályázat megvalósításában. A nagyszabású hagyományos rendezvények mellett bemutatók, kiállítások, tanfolyamok, táborok, táncházak, koncertek szervezésével nyújt az egyesület széles kínálatot a magyar népművészet kedvelőinek.

## Kiadványok
Mezőkövesd hímző kultúrájának hiteles megismertetése és népszerűsítése volt az egyesület célja amikor 2003-ban megjelentette Varga Marianna: Mezőkövesdi matyó hímzés című könyvét. Ennek felhasználásával és bővítésével elkészült oktató multimédiát a Földművelésügyi Minisztérium Hungarikum Bizottsága és a Magyar Művészeti Akadémia támogatásával 2016-ban jelentette meg, mely Mezőkövesdi matyó hímzés című weboldalon hozzáférhető.

## Elismerések
Az egyesület szinte valamennyi országos szakmai szervezetnek (Magyarországi Folklórfesztiválok Szövetsége, Népművészeti Egyesületek Szövetsége, Magyarországi Tájházak Szövetsége) megbecsült tagja, Borsod-Abaúj-Zemplén megye „Alkotói Díjának” és Mezőkövesd város „Pro Urbe Díjának” birtokosa.
Számos tagja rendelkezik Népi iparművész, Népművészet Mestere, Mezőkövesd Díszpolgára címmel.
A Matyó Népművészeti Egyesület kezdeményezte a Matyó örökség – hímzés, viselet folklór Szellemi kulturális örökség nemzeti jegyzékére kerülését, melynek eredményeként 2010-ben vehették át az erről szóló oklevelet. Ezt követően, 2012-ben az élő matyó népművészet az UNESCO Szellemi kulturális örökség reprezentatív listájára, 2013-ban pedig a Hungarikumok gyűjteményébe is felvételt nyert az egyesület tevékenységének köszönhetően. 

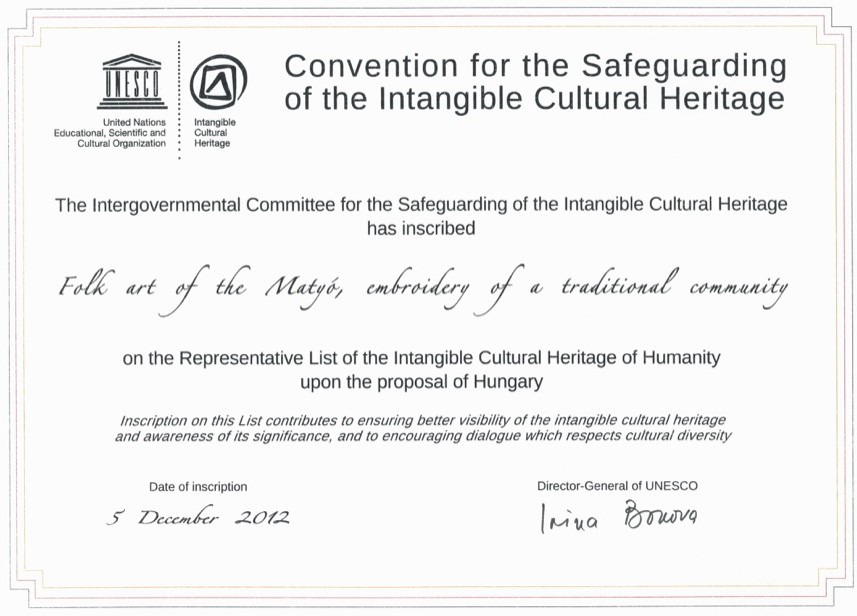
Oklevél az UNESCO Reprezentatív Listájára való felvételről, 2012

## Vezetőség
Az egyesület elnöke:
- Berecz Lászlóné Zsuzsa művelődés szervező, kézműves szakoktató (1991-től jelenleg is)

Az elnökség tagjai:
- Zeleiné Pap Bernadett hímző népi iparművész, művelődés szervező -
- Tóthné Márton Gabriella közgazdász, tanár -
- Indre Andrea népdal énekes, óvoda pedagógus -
- Kiss Zoltánné Pető Anna mézeskalácsos, kézműves szakoktató -
- Benedek-Ferenczi Judit néptáncos, gyógytornász-
- Kiss Mátyás fafaragó népi iparművész